# Valeri Grat
|  | Per a altres significats, vegeu «Grat (desambiguació)». |

Valeri Grat   (segle I aC - segle I), en llatí Valerius Gratus, va ser procurator de Judea de l'any 15 fins aproximadament el 27. Va ser el predecessor de Ponç Pilat.
El seu govern es va destacar pels freqüents canvis en el càrrec de gran sacerdot dels jueus: va deposar Annàs i el va substituir per Ismael ben Fabi (15-16), després va nomenar Eleazar ben Ananus (16-17), després Simó ben Camit (17-18) i finalment Josep Caifàs (gendre d'Annàs, 18-36).
Va eliminar dues importants bandes de lladres que operaven al país i va matar de pròpia mà el capità d'una d'elles, Simó, un antic esclau d'Herodes el Gran. També va ajudar el procònsol Quintili Var a dominar una revolta dels jueus.
Del 19 al 20 va governar també Síria.